# 8e cérémonie des Lumières

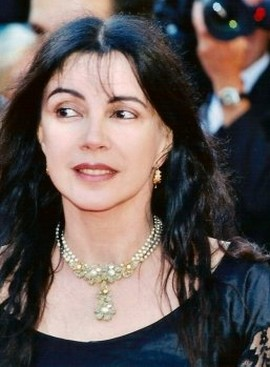
Carole Laure, au festival de Cannes en 2002.

La 8e cérémonie des Lumières de la presse internationale s'est déroulée le 5 février 2003 au Forum des images. Elle a été présidée par Carole Laure.
La catégorie Meilleur film étranger disparaît du palmarès au profit de celle du Meilleur film francophone.

## Palmarès

### Meilleur film
- Amen de Costa-Gavras[1]

### Meilleur réalisateur
- François Ozon pour 8 Femmes[1]

### Meilleure actrice
- Isabelle Carré pour le rôle de Claire Poussin dans Se souvenir des belles choses[1]

### Meilleur acteur
- Jean Rochefort pour le rôle de Manesquier dans L’Homme du train[1]

### Meilleur espoir féminin
- Cécile de France pour le rôle de Isabelle dans L'Auberge espagnole[1]

### Meilleur espoir masculin
- Gaspard Ulliel pour le rôle de Loïc dans Embrassez qui vous voudrez[1]

### Meilleur scénario
- L'Auberge espagnole – Cédric Klapisch[1]

### Meilleur film francophone
- Le Fils des Frères Dardenne[1]